# Ahmed Ouyahia
Pour les articles homonymes, voir Ouyahia (homonymie).
Ahmed Ouyahia (en arabe : أحمد أويحيى), né le 2 juillet 1952 à Iboudraren (actuelle wilaya de Tizi Ouzou), est un homme d'État algérien.
Haut fonctionnaire diplômé de l'École nationale d'administration d'Alger en 1976, il est quatre fois chef du gouvernement entre 1995 et 2019, ministre de la Justice de 1999 à 2002, directeur de cabinet du président de la République de 2014 à 2017. Il est la seule personnalité à avoir été à la tête du gouvernement plus d'une fois et détient le record de durée à cette fonction. Il est par ailleurs secrétaire général du Rassemblement national démocratique (RND) entre 1999 et 2019.
Dans le cadre des manifestations de 2019 en Algérie, il est contraint de quitter la tête du gouvernement. Arrêté dans la foulée pour corruption, il est incarcéré.

## Biographie

### Enfance et éducation
Ahmed Ouyahia naît le 2 juillet 1952 dans le village de Bouadnane (commune d'Iboudraren, dans l'actuelle wilaya de Tizi Ouzou, en Kabylie, région berbèrophone du Nord est de l'Algérie). La famille déménage ensuite à Alger, où naît son frère Laïfa (1963-2020). Après des études primaires dans cette ville de 1958 à 1965, il entre au lycée El-Idrissi et obtient le baccalauréat ès lettres en 1972.
La même année, il passe le concours d'entrée à l'École nationale d'administration d'Alger, qu'il réussit, parmi les trois premiers avec Ahmed Attaf (futur ministre des Affaires étrangères et membre du RND). Il se spécialise alors dans la diplomatie et sciences politiques en 1976. Il fait son service de 1977 à 1978, qu'il passe à l'enceinte d'El Mouradia de la présidence algérienne où il intègre l'équipe des relations publiques.

### Carrière diplomatique
En 1978, il entre à la présidence de la République au département des Affaires africaines en tant qu'administrateur stagiaire. Il est ensuite envoyé en 1981, comme conseiller aux Affaires étrangères à l'ambassade d'Algérie en Côte d'Ivoire, puis en 1984, à la direction de la Mission permanente de l'Algérie aux Nations unies à New York. De 1988 à 1989, il devient co-représentant algérien au Conseil de sécurité des Nations unies, puis le 3 novembre 1990 il est nommé comme chargé d'études au cabinet du ministre des Affaires étrangères, Sid Ahmed Ghozali à Alger avant de devenir moins d'un mois plus tard le directeur général du département africain du ministère le 25 novembre 1990.
Il dirige le département Afrique jusqu'au 15 septembre 1992 lorsqu'il est envoyé comme ambassadeur au Mali chargé de négocier la paix comme intermédiaire dans le conflit entre le gouvernement malien et le mouvement touareg, Azaouad, et abouti avec la création du traité de « Pacte national » de Bamako.

### Parcours politique

#### Entrée au gouvernement
Il est rappelé en Algérie en août 1993 pour servir dans le gouvernement de Redha Malek comme sous-secrétaire d'État aux Affaires arabes et africaines. Il entre en avril 1994, en pleine décennie noire, au cabinet directeur du président de l'État, Liamine Zéroual, où il est chargé des affaires politiques, notamment pour les négociations avec le Front islamique du salut (FIS) et la préparation de l'élection présidentielle que le président Zéroual remporte en novembre 1995.

#### Chef du gouvernement
Nommé chef du gouvernement le 31 décembre 1995 par le président de la République, Liamine Zéroual, poste qu'il conserve jusqu'au 16 décembre 1998, lorsque le président Liamine Zéroual annonce qu'il ne se représentera pas pour l'élection de 1999.
C'est sous l'administration Ouyahia qu'a été promulguée la loi de généralisation de la langue arabe, visant essentiellement à l'arabisation de la Kabylie. Son entrée en vigueur en 1998 ainsi que l'assassinat le 25 juin 1998 du chanteur engagé kabyle Matoub Lounès ont déclenché un soulèvement en Kabylie et créé une vive émotion en Kabylie et dans la diaspora.
Il applique une cure d'austérité pour réduire l'inflation et favoriser le libre-marché, ce qui amène environ 500 000 personnes à perdre leur emploi, mais les réserves de change étrangères augmentent.

#### Ministre de la Justice
Le 26 janvier 1999, il prend la tête du RND, à l'issue d'une fronde du Conseil national du parti contre le secrétaire général Tahar Benaibèche, sur fond de désaccord de celui-ci sur le soutien de la candidature d'Abdelaziz Bouteflika.
Alors qu'Abdelaziz Bouteflika est élu président de la République en avril 1999, il est nommé ministre d'État et ministre de la Justice du premier gouvernement d'Ali Benflis. Dirigeant du Rassemblement national démocratique (RND), Ahmed Ouyahia est élu secrétaire général du parti. Durant le conflit entre l'Éthiopie et l'Érythrée, le président Bouteflika, alors président de l'Organisation de l'unité africaine (OUA), le charge de mener les négociations de résolution du conflit qui aboutissent à la signature d'un accord de cessation des hostilités à Alger en décembre 2000.
Ahmed Ouyahia remet sa démission de sa fonction de ministre de la Justice au président après la défaite de son parti, le RND, aux élections législatives de juin 2002. Il est nommé ministre d'État du nouveau gouvernement et représentant spécial du président, poste honorifique mais sans budget ni pouvoir de décision.

#### Chef du gouvernement

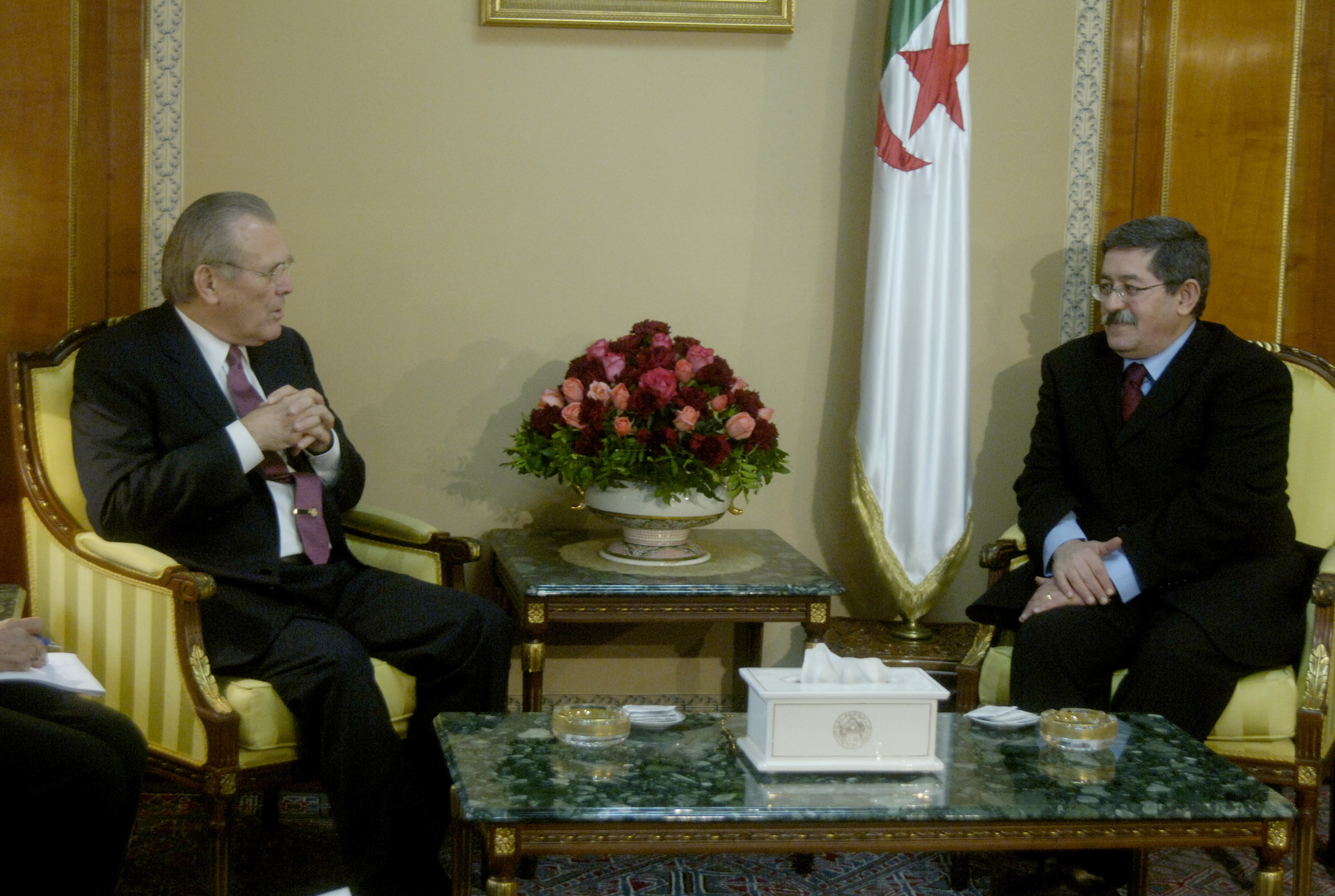
Ouyahia avec Donald Rumsfeld à Alger (2006).

Après la crise politique entre le président Bouteflika et Ali Benflis, devenu un sérieux prétendant à la présidence, ce dernier est écarté et Ahmed Ouyahia est nommé chef du gouvernement pour la seconde fois. Il remet sa démission le 24 mai 2006, après des négociations entre les partis de la coalition présidentielle, son parti, le RND, le FLN et le MSP.

#### Premier ministre

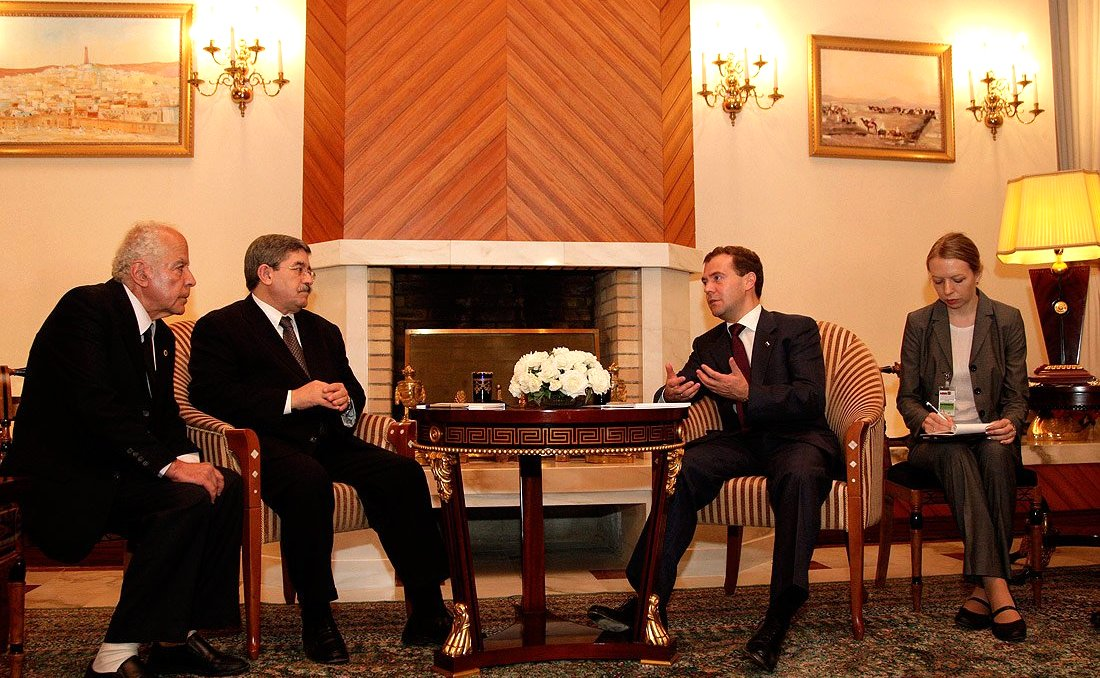
Ouyahia avec Dmitri Medvedev, à Alger, en 2010.

Il est nommé Premier ministre le 24 juin 2008 par le président Bouteflika en vue de la révision de la Constitution, mission accomplie le 13 novembre 2008, permettant ainsi à Bouteflika de briguer un troisième mandat. Il est remplacé par Abdelmalek Sellal en septembre 2012.

#### Directeur de cabinet du président de la République
Le 3 janvier 2013, à l'issue d'une fronde interne consécutive à son départ du gouvernement, il démissionne de son poste de secrétaire général du Rassemblement national démocratique. Abdelkader Bensalah lui succède. Le 10 juin 2015, après la démission de Bensalah, il redevient secrétaire général, en assurant l'intérim dans un premier temps. Le 5 mai 2016, candidat unique, il est formellement élu à l'unanimité à la tête de son parti.
En mars 2014, dans le contexte de l'élection présidentielle algérienne de 2014 et de la maladie du président Bouteflika, il est nommé directeur de cabinet du président de la République.
Il est présenté comme le principal animateur du mouvement anti-français exigeant une repentance de la France pour « les crimes de la colonisation ».
Le 8 juillet 2017, il affirme que les « étrangers en séjour irrégulier amènent le crime, la drogue et plusieurs autres fléaux », que « ces gens-là sont venus de manière illégale » et qu'« on ne dit pas aux autorités « jetez ces migrants à la mer ou au-delà des déserts », mais le séjour en Algérie doit obéir à des règles », ce qui conduit Amnesty International à dénoncer des propos « choquants et scandaleux » et « alimentent le racisme et favorisent la discrimination et le rejet de ces personnes [qui] ont fui les guerres, la violence et la pauvreté ». Enfin, Abdelmoumene Khelil, secrétaire général de la Ligue algérienne pour la défense des droits de l'homme (LADDH), estime pour sa part que ces propos « dignes des discours de l'extrême droite européenne viennent torpiller le discours équilibré sur le sujet du nouveau Premier ministre ». Le 14 juillet 2017, il reçoit le soutien du ministre des Affaires étrangères, Abdelkader Messahel, qui déclare que « les Algériens sont connus pour leur hospitalité, leur sens de la fraternité, mais ils sont aussi jaloux de leur sécurité et de la sécurité de leur pays », ajoutant que « notre obligation en tant qu'État est de préserver la souveraineté nationale et la sécurité de notre pays...nous n'avons de leçons à recevoir de personne, ni des ONG nationales ni des partis politiques. Leurs déclarations n’engagent qu’eux ».

#### Premier ministre
Il redevient Premier ministre le 15 août 2017, à la suite du limogeage d'Abdelmadjid Tebboune. L'une de ses premières mesures est de dissoudre l'Inspection générale du Premier ministre. Se qualifiant d'« homme des sales besognes », il se distingue par ses déclarations controversées, comme celles affirmant que « les Algériens ne sont pas obligés de manger du yaourt », « affame ton chien, il te suit », de même que par son soutien au cinquième mandat de Bouteflika ou encore ses dénégations sur l'état de santé de celui-ci,.
Alors qu'il fait partie des figures contestées par les manifestations de 2019 en Algérie, il dresse un parallèle entre le mouvement en cours, la guerre civile algérienne et la guerre civile syrienne. Dans le cadre de ces manifestations de masse, il démissionne de sa fonction de Premier ministre, après le retrait d'Abdelaziz Bouteflika de l’élection présidentielle.

### Procès et condamnations
Le 26 mai 2019, il est renvoyé devant la Cour suprême. Le 12 juin suivant, il est arrêté pour des affaires de corruption liées notamment aux hommes d’affaires algériens Mahieddine Tahkout et Ali Haddad. Le juge d’instruction auprès la Cour suprême ordonne sa mise en détention provisoire, et il est incarcéré dans la foulée à la prison d'El-Harrach,.
Son premier procès pour une affaire de corruption en lien avec des usines de montage automobile commence le 2 décembre 2019,, puis est ajourné au 4 décembre. Ahmed Ouyahia est condamné à 15 ans de prison ferme le 10 décembre. Sa condamnation est confirmée en appel le 25 mars.
Son frère Laïfa, qui est aussi son avocat — le dernier qui continuait à assurer sa défense —, meurt le 21 juin d'un arrêt cardiaque lors de son procès. Ahmed Ouyahia assiste menotté à ses obsèques,. Cette séquence est largement commentée, les uns se réjouissant de la déchéance de l'ancien chef du gouvernement, les autres dénonçant une humiliation d'un homme jeté en pâture à la vindicte populaire, voire une atteinte à la dignité humaine. Le tribunal de Sidi M'Hamed le condamne le 24 juin pour cette affaire de corruption en lien avec Sovac à douze ans de prison ferme.
Dans l'affaire Haddad le tribunal de Sidi M'Hamed le condamne à douze ans de réclusion criminelle pour corruption, peine réduite en appel à huit ans le 3 novembre 2020.
Dans l'affaire Tahkout, il est condamné à dix ans d'emprisonnement pour des faits de corruption, peine ramenée à cinq ans en appel puis portée à sept ans de prison lors d'un nouveau jugement le 12 décembre 2021. Lors de son procès en 2020, il a déclaré être touché par un cancer.
Le 30 novembre 2020, il est condamné à cinq ans de prison pour « octroi de privilèges injustifiés au Groupe Condor et ses filiales ».
Le 4 janvier 2021, poursuivi dans des affaires de corruption dans le secteur du tourisme à Skikda, il est condamné à sept ans de prison.
En 2022, ses biens sont confisqués.
En avril 2022, poursuivi pour « dilapidation de deniers publics et abus de fonction aux fins d'octroi d'indus avantages », il est condamné à quatre ans de prison dans l'affaire dite « du groupe agroalimentaire Benamor ».
En décembre 2022, il est condamné à douze ans de prison pour, notamment, « dilapidation de deniers publics, abus de fonction et octroi d'indus privilèges lors de conclusion de marchés publics ».

## Détail des mandats et fonctions

### Gouvernement
| Fonction gouvernementale                                                                         | Début            | Fin              |
| ------------------------------------------------------------------------------------------------ | ---------------- | ---------------- |
| Secrétaire d'État à la Coopération et aux Affaires maghrébines (gouvernement Malek)              | 4 septembre 1993 | 12 mars 1994     |
| Chef du gouvernement (gouvernement Ouyahia I)                                                    | 31 décembre 1995 | 10 juin 1997     |
| Chef du gouvernement (gouvernement Ouyahia II)                                                   | 24 juin 1997     | 15 décembre 1998 |
| Ministre d'État, ministre de la Justice (gouvernement Benbitour)                                 | 23 décembre 1999 | 26 août 2000     |
| Ministre d'État, ministre de la Justice (gouvernement Benflis I)                                 | 26 août 2000     | 31 mai 2001      |
| Ministre d'État, ministre de la Justice (gouvernement Benflis II)                                | 31 mai 2001      | 4 juin 2002      |
| Ministre d'État, représentant personnel du président de la République (gouvernement Benflis III) | 4 juin 2002      | 5 mai 2003       |
| Chef du gouvernement (gouvernement Ouyahia III)                                                  | 5 mai 2003       | 19 avril 2004    |
| Chef du gouvernement (gouvernement Ouyahia IV)                                                   | 19 avril 2004    | 1er mai 2005     |
| Chef du gouvernement (gouvernement Ouyahia V)                                                    | 1er mai 2005     | 24 mai 2006      |
| Premier ministre (gouvernement Ouyahia VI)                                                       | 23 juin 2008     | 15 novembre 2008 |
| Premier ministre (gouvernement Ouyahia VII)                                                      | 15 novembre 2008 | 27 avril 2009    |
| Premier ministre (gouvernement Ouyahia VIII)                                                     | 27 avril 2009    | 28 mai 2010      |
| Premier ministre (gouvernement Ouyahia IX)                                                       | 28 mai 2010      | 3 septembre 2012 |
| Ministre d'État, Directeur de cabinet du président de la République (gouvernement Sellal III)    | 5 mai 2014       | 14 mai 2015      |
| Ministre d'État, Directeur de cabinet du président de la République (gouvernement Sellal IV)     | 14 mai 2015      | 25 mai 2017      |
| Ministre d'État, Directeur de cabinet du président de la République (gouvernement Tebboune)      | 25 mai 2017      | 15 août 2017     |
| Premier ministre (gouvernement Ouyahia X)                                                        | 16 août 2017     | 12 mars 2019     |

### Rassemblement national démocratique
- 26 janvier 1999 - 3 janvier 2013 : secrétaire général du Rassemblement national démocratique
- 10 juin 2015 - 25 juin 2019 : secrétaire général du Rassemblement national démocratique (par intérim jusqu'au 5 mai 2016)

### Autres
- 1978 - 1981 : administrateur civil à la présidence du Conseil
- 1981 - 1984 : conseiller aux affaires étrangères à l'Ambassade d'Algérie à Abidjan
- 1984 - 1989 : conseiller à la mission permanente de l'Algérie auprès de l'ONU (New York)
- 1988 - 1989 : représentant adjoint au Conseil de sécurité des Nations unies
- 1989 - 1990 : conseiller au cabinet du ministre des Affaires étrangères
- 1990 - 1991 : directeur général Afrique à l'administration centrale du ministère des Affaires étrangères
- 1992 : médiateur au nom de l'Algérie dans le règlement du conflit du Nord du Mali
- 1992 - 1993 : ambassadeur d'Algérie au Mali
- 1994 - 1995 : directeur de cabinet de la présidence de la République
- 1999 - 2000 : médiateur au nom du président de l'OUA dans le règlement du conflit Éthiopie-Érythrée
- 2014 - 2017 : directeur de cabinet de la présidence de la République (2e fois)